# Jan Mućko
Jan Ludwik Mućko – polski elektrotechnik, inżynier-wykładowca specjalizujący się w energoelektronice. Profesor Uniwersytetu Technologiczno-Przyrodniczego im. Jana i Jędrzeja Śniadeckich w Bydgoszczy.
W latach 1987–1989 przebywał w Niemczech w Akwizgranie na RWTH Aachen (Institut für Stromrichtertechnik und Elektrische Antriebe). Stypendium na to przyznał mu DAAD. W 2005 „za wzorowe i wyjątkowo sumienne wykonywanie obowiązków wynikających z pracy zawodowej” został nagrodzony Srebrnym Krzyżem Zasługi. Stopień naukowy doktora habilitowanego uzyskał w 2012 na Politechnice Warszawskiej, broniąc pracy Tranzystorowe falowniki napięcia z szeregowymi obwodami rezonansowymi. W tym samym roku uzyskał awans ze stanowiska adiunkta na profesora nadzwyczajnego i został dziekanem Wydziału Telekomunikacji i Elektrotechniki Uniwersytetu Technologiczno-Przyrodniczego w Bydgoszczy.

## Wybrane publikacje
- Methods of output characteristics improvement in series resonant inverters. Wrocław 2007
- Application of resonant circuits at the output of a voltage source inverter for filtration, shaping its characteristics and minimizing the inverter's output current. 2008
- Nowe metody sterowania falownikiem rezonansowym w zastosowaniu do powierzchniowej obróbki tworzyw sztucznych. 2008
- Laboratorium energoelektroniki. Bydgoszcz 2009
- Przekształtnik rezonansowy do bezdotykowego transferu energii elektrycznej o jednostkowym współczynniku mocy i miękko przełączających tranzystorach. 2009
- Tranzystorowe falowniki napięcia z szeregowymi obwodami rezonansowymi. Bydgoszcz 2011